# Blaffer (film)
Blaffer er en dansk kortfilm fra 2004 instrueret af Lars Pedersen efter eget manuskript.

## Handling
Skal man sætte sine børn i verden som den nu engang ser ud? eller skal man må at ændre den mens fødslen er i gang? Blafferen er en selvretfærdig ung mand, der med indædt idealisme kæmper for at gøre alt godt. Men spørgsmålet er, om denne indstilling til livet fører ham det rigtige sted hen - på det rigtige tidspkt.

## Medvirkende
- Mads Koudal, Blaffer
- Michael Hansen, Montør
- Lis Randeris, Kraftig kvinde
- Ester Verdura, Forretningskvinde
- Kim Asmussen, Forretningsmand
- Camilla Bisgaard, Kassedame
- Troels Faber
- Lilje Aurora Thomsen